# Vila Antonína Zimy
Vila Antonína Zimy je rodinný dům, který stojí v Praze 5-Hlubočepích ve vilové čtvrti Barrandov v ulici Lumiérů (původně Na Habrové).

## Historie
Vilu postavenou pro hlavního auditora u československé pobočky společnosti Schell Ing. Antonína Zimu a jeho manželku Blanku navrhl architekt K. Rudl. V letech 1939–1940 prošel dům stavební úpravou podle návrhu architekta Zdeňka Lakomého.

## Popis
Vila postavená na půdorysu písmene „L“ je třípodlažní. Má bílou omítku a plochou střechu. Ke vchodu do domu původně vedlo krátké kamenné schodiště, jehož zábradlí bylo plné a omítané. Vchod byl kryt rovnou betonovou stříškou a spojen s prosklenou stěnou.
Technické a hospodářské zázemí domu umístěné ve zvýšeném suterénu mělo na severovýchodní straně vstup do garáže. V prvním nadzemním podlaží se z chodby vcházelo do dvou pokojů, byla zde kuchyň a jídelna. Z jídelny vedl východ na terasu umístěnou na střeše garáže. V druhém nadzemním podlaží se nacházely tři pokoje s koupelnou a otevřená lodžie v uličním průčelí domu.
Zahradu kolem domu doplňovala skalka a nově vysazené borovice, červené hlohy a jinany. Nízký plot měl zděné omítané pilířky s jednoduchými pletivovými poli.
Stavba prošla roku 2009 rekonstrukcí. Původní omítku zakryla zateplovací vrstva, která prohloubila okenní výklenky, lodžie byla zasklena, nad garáží vznikla patrová nástavba a postaven byl nový plot.